# Носково (Дмитровський міський округ)
Носко́во (рос. Носково) — присілок у складі Дмитровського міського округу Московської області, Росія.

## Населення
Населення — 51 особа (2010; 49 у 2002).
Національний склад (станом на 2002 рік):
- росіяни — 100 %